# Leeland
Leeland é uma banda de rock cristão dos Estados Unidos. A banda foi formada em 2000, já gravou 4 álbuns em estúdio, sendo o último álbum em 2010 com apenas 3 músicas, recebeu três indicações ao Grammy Award e oito indicações ao GMA Dove Awards.

## Discografia

### Sound of Melodies
O álbum de estréia, Sound of Melodies, foi lançado em 2006.
No Grammy Awards de 2006, o álbum foi indicado como “Melhor álbum gospel pop/contemporâneo”. Em 2007, a banda recebeu cinco indicações no GMA Dove Awards, incluindo “Artista Revelação do Ano” e duas indicações pelo álbum de estréia Sound of Melodies. O álbum foi lançado no Japão em março de 2007, com a canção-título “Sound of Melodies” já na 6ª posição nas rádios do país.
A banda trabalhou com a colaboração da lenda da música cristã contemporânea Michael W. Smith. Leeland Mooring é co-autor em seis músicas do álbum de Michael W. Smith, Stand, e compôs sozinho uma das músicas.
O álbum tem sido descrito como “às vezes adorável, sempre melódico”.

### Opposite Way
O segundo álbum de estúdio de Leeland foi lançado em 2008. De acordo com Leeland Mooring, “Opposite way é primeiramente um chamado para nossa geração para que andem apaixonadamente pelo 'caminho oposto' do mundo, que isto é o certo para viver uma vida cristã e estar no fogo de Deus, mesmo que isso nos faça olhar diferente.”
Na semana de lançamento, o álbum alcançou a posição 72ª do Top 200 da Billboard e também a 1ª posição no Top de Álbuns Cristãos mais procurados do iTunes.
Em setembro de 2007, Leeland e Casting Crowns começaram juntos uma turnê (do álbum The altar and the door – Casting Crowns). A turnê continuou até 1 de maio de 2008 e foi nomeada como “A turnê cristã de maior extrapolação do ano”, passando por 83 cidades.
A música “Tears of the Saints” do álbum de estréia recebeu duas indicações ao Dove Awards em 2008. No mesmo ano, o vocalista Leeland Mooring foi indicado na categoria “Compositor do Ano” e como co-autor da música “Be Lifted High” com Michael W. Smith.
“Brighter Days” do álbum Opposite Way foi apresentada em 22 de junho de 2008 no programa de TV Army Wives. O supervisor de música do programa disse “nós pensávamos em usar ‘Brighter Days’ neste episódio de Army Wives em exibição, e foi o ajuste perfeito que estávamos procurando”. A música também foi apresentada na trilha sonora de Fireproof, um filme com a participação do ator Kirk Cameron.
Pode-se dizer que a banda se moveu para a direção do rock com esse álbum. A banda cimentou o seu som, eletrificando as paredes da guitarra com seu segundo lançamento, tendo o mesmo som energético e melódico que o primeiro álbum.

### Love Is on the Move
O terceiro álbum de estúdio, intitulado Love Is on the Move ", foi lançado em 25 de agosto de 2009 nos Estados Unidos. O único álbum com o single "Follow You", que inclui a voz do cantor e compositor Brandon Heath, foi lançada nas Rádios cristãs em 7 de agosto. Em setembro, a banda vai lançar a música "Follow You Tour", co-estrelanda com Brandon Heath e com Francesca Battistelli como um ato de abertura.

### Majesty: The Worship EP
Esse pequeno álbum foi lançado em 2010, com uma canção já bastante conhecida "Majesty" mas com um arranjo musical mais completo, como sempre é o som da Banda. As outras duas canções  são inéditas da banda: "God of Ages" e "Sweet Communion" completam esse trabalho. 

## Formação

### Membros
- Leeland Dayton Mooring – vocal e guitarra;
- Jack Anthony Mooring – backing vocal e teclado;
- Shelly Mooring – backing vocal baixo;
- Mike Smith – bateria.

### Ex-membros
- Jeremiah Wood – guitarra;
- Austin Tirado – guitarra;
- Matt Campbell – guitarra;

## Indicações - Awards

### Grammy Award
- 2007: Melhor álbum gospel Pop/Contemporâneo - Sound of Melodies
- 2008: Melhor álbum gospel Pop/Contemporâneo - Opposite Way

### GMA Dove Awards
- 2007: Artista Revelação do Ano
- 2007: Música de Rock/Contemporâneo do ano – "Sound of Melodies"
- 2007: Música de adoração do Ano – "Yes You Have"
- 2007: Álbum de louvor e adoração do ano – Sound of Melodies
- 2007: Álbum de rock/contemporâneo do ano – Sound of Melodies
- 2008: Música do ano – "Tears of the Saints"
- 2008: Música de Rock/Contemporâneo do ano – "Tears of the Saints"
- 2009: Álbum de louvor e adoração do ano – Opposite Way